# Instytucja Kultury Ars Cameralis Silesiae Superioris
Instytucja Kultury Ars Cameralis Silesiae Superioris – wojewódzka samorządowa instytucja kultury organizująca różnorodne imprezy artystyczne, głównie na terenie Górnego Śląska. Najważniejszym przedsięwzięciem jest coroczny, interdyscyplinarny festiwal sztuki kameralnej Ars Cameralis, prezentujący dokonania artystów zarówno górnośląskich, jak i zapraszanych z całego świata.
Instytucja została założona w 1994 roku, podlega Samorządowi Województwa Śląskiego.
Ars Cameralis:
- promuje, popularyzuje w kraju i za granicą górnośląskich artystów (np. Expo 2000 w Hanowerze i Expo 2008 w Saragossie, Prezentacja Kultury Śląskiej w Nadrenii Północnej-Westfalii, Erinnerung an Arbeit / Pamięć pracy w Zollverein-Essen);
- prowadzi całoroczną działalność impresaryjną, współpracując ze scenami, galeriami, muzeami i innymi instytucjami kulturalnymi Górnego Śląska (organizacja II i III edycji Festiwalu Muzyki Śródziemnomorskiej, wystaw Klausa Staecka, Antonio Saury zbiorowej ekspozycji Labirynt pamięci, oblicza zła 1939-2009 w katowickim BWA, Sławomira Rumiaka w bielskim BWA, Carlosa Saury w Górnośląskim Centrum Kultury, Lecha Majewskiego w Galerii Zachęta; koncertu Ala Di Meoli w Galerii „Szyb Wilson”, spektaklu „Flamenco Hoy” prezentowanego z okazji inauguracji starań o tytuł Europejskiej Stolicy Kultury 2016 dla miasta Katowice);
- współpracuje z programami promocji i prezentacji kultury i sztuki (np. z katowickim biurem Europejska Stolica Kultury 2016);
- udział w programach promocji kultury polskiej w ramach europejskiej integracji regionalnej np. Tool Quiz (współpraca z samorządami w Belgii, Walii, Norwegii, Francji, Hiszpanii);
- współpracuje z instytucjami i placówkami kultury w Paryżu, Tokio, Berlinie, Cuenca, Vitoria-Gasteiz, Mediolanie, Düsseldorfie;
- współpracuje z instytucjami i placówkami kultury Województwa Śląskiego (Muzeum Śląskim, BWA, GCK, Teatrem Ateneum, Jazz Clubem Hipnoza, Klubem 50x50, Rondem Sztuki, Filharmonią Śląską, Galerią „Szyb Wilson” w Katowicach, Muzeum Górnośląskim w Bytomiu, BCK, CSW „Kronika” w Bytomiu, Teatrem Rozrywki w Chorzowie, Instytutem Mikołowskim im. Rafała Wojaczka, Instytucją Filmową „Silesia-Film”, Teatrem Zagłębia w Sosnowcu, Zamkiem Sieleckim w Sosnowcu, ZKWK Guido w Zabrzu, Galerią POD NAD w Tarnowskich Górach, Pałacem w Rybnej) szkołami (ASP, AM), środowiskami artystycznymi i naukowymi, organizacjami pozarządowymi, środkami masowego przekazu;
- prowadzi działalność wydawniczą.

## Festiwal Ars Cameralis

### Historia festiwalu
Festiwal powstał w 1992 roku z inicjatywy Wydziału Kultury Urzędu Wojewódzkiego w Katowicach jako Górnośląski Festiwal Kameralistyki. Początkowo przyjął kameralną formę, inspirowaną tradycyjnym modelem funkcjonowania życia artystycznego w regionie. Festiwal koncentrował się na promocji twórczości lokalnych artystów, wykorzystując specyficzną dla Górnego Śląska policentryczność ośrodków kultury: koncerty, wystawy, spektakle odbywały się we wszystkich miastach i większych miasteczkach. Dyrektorem festiwalu była wówczas Łucja Ginko. W 1994 roku jego organizacja przejęta została przez nowo wyodrębnioną Instytucję Kultury Ars Cameralis Silesiae Superioris, której dyrektorem został Marek Zieliński. Formuła festiwalu uległa modyfikacji: nacisk położony został na artystów zagranicznych i różnorodność programową.

### Forma festiwalu
Ars Cameralis odbywa się co roku w listopadzie na terenie Katowic i miast ościennych, obejmując swoim programem koncerty muzyki poważnej, kameralnej, alternatywnej, rockowej, jazzowej, elektronicznej oraz world music, wystawy obrazów, grafik, rzeźb, litografii, video-artów, instalacji, spektakle teatralne, projekcje filmowe, panele literackie i dyskusje. Od drugiej edycji organizowany jest Zbieg Poetycki Na Dziko, w ramach którego poeci z grupy Na Dziko konfrontują swoją twórczość z zaproszonymi gośćmi.
Festiwal gości często artystów tworzących na pograniczu dziedzin sztuki, np. zespół Phil Minton Quartet, który markował XVI edycję muzyczno-wokalną interpretacją Finnegans Wake Jamesa Joyce’a. Organizowane są również unikatowe koncerty łączące muzyków wykonujących różne gatunki, np. w ramach XIX edycji orkiestra „AUKSO” zagrała z Ute Lemper.

### Goście festiwalu (wybór)

#### Koncerty
Laurie Anderson (2010), Piotr Anderszewski, Enzo Avitabile & Bottari (2006), Bilal (2012), Andrew Bird (2009), Jane Birkin (2011), Ketil Bjørnstad (2005), Blockhead (2012), Charles Bradley (2011), Breton (2014), Broken Records (2012), Vashti Bunyan (2014), John Cale (2012), Bill Callahan (2011), Calexico (2010), Camerata Impuls, Caravan Palace (2007), Cibelle (2007), Awiszaj Kohen (2009), The Cracow Klezmer Band (2006), Alela Diane (2011), Fatoumata Diawara (2014), Dj Cam (2012), Dj Fiedel (2014), Dj tobias. (2014), Efterklang (2008), Matt Elliott (2009), Faust (2011), Fisz Emade Tworzywo (2011), Josephine Foster (2009), Fleet Foxes (2011), Bill Frisell (2008), Get Well Soon (2010), Giraffage (2012), The Glitch Mob (2011), GoGo Penguin (2014), John Grant (2011), Grizzly Bear (2009), High Wolf (2013), The Hilliard Ensemble (2006, 2008), Micah P. Hinson (2009), Hypnotic Brass Ensemble, I Am Kloot (2008), I Got You on Tape (2011), Il Giardino Armonico (2007), Andrzej Jagodziński Trio, Philippe Jaroussky (2009), Jazzpospolita (2014), Emma Kirby, Salif Keita (2005, 2008), Kronos Quartet (2007), Kwartet Śląski (2006), Lambchop (2010), Mark Lanegan (2012) Ute Lemper (2010), Lenine (2005), Arto Lindsay (2005), Low (2008), M83 (2011), Madredeus, Stephen Malkmus and the Jicks (2011), Erik Marchand & the Balkaniks (2007), Mercury Rev (2008, 2010), Midlake (2010), Mmoths (2012), Michael Nyman (2012), Ela Orleans (2012), Phil Minton & String Quartet (2007), The National (2010), Oh Land (2013), Orchestra of Spheres (2013), Orkiestra Concerto Köln (2009, 2011), Orkiestra „AUKSO”, Orkiestra Muzyki Nowej, Narodowa Orkiestra Symfoniczna Polskiego Radia w Katowicach, Rykarda Parasol (2010), Piano Magic (2007), Denez Prigent (2007), Ramallah Underground (2009), The Real Tuesday Weld (2008), Terje Rypdal (2006), Thayer Sarrano (2013), Andrea Schroeder (2013), Slow Magic (2012), Slugabed (2013), Stubborn Heart (2013), The Das (2014), Tinariwen (2012), Tindersticks (2012), Tortoise (2010), tUnE-yArDs (2014), Twin Shadow (2012), Venice Baroque Orchestra (2008), Emily Wells (2013), When Saints Go Machine (2013), Emily Jane White (2010), Yo La Tengo (2009).

#### Wystawy
W ramach Ars Cameralis wystawiono prace m.in.: Michaela Ackermana, Pawła Althamera, Pierre’a Alechinskiego, Jiříego Anderle, Rogera Ballena, Hansa Bellmera, Josepha Beuysa, Jake & Dinos Chapman, Sławomira Elsnera, Zhu Hao, Marii Jaremy, Tadeusza Kantora, Jiříego Kolařa, Pracowni prof. Grzegorza Kowalskiego–Kowalnia, Mischy Kuballa, Zbigniewa Libery, Davida Lyncha, Eduarda Ovčáčka, Pabla Picassa, Joanny Rajkowskiej, Collier Schorr, Andrzeja Tobisa, Rolanda Topora, Kishina Shinoyamy.

#### Spektakle teatralne
Na deskach śląskich teatrów gościły: Teatr Petra Bezruča z Ostrawy, OPT „Gardzienice”, Teatr Oskarasa Koršunovasa, „Pantakin de Venezia”, Teatr Rozmaitości, Teatr Wierszalin, Teatr Polski we Wrocławiu, Teatr Polski w Bydgoszczy.

#### Zbieg Poetycki Na Dziko
Andrzej Stasiuk, Jurij Andruchowycz, Jay Basu, Marc Atkins, Amiri Baraka.

#### Spotkania literackie
Kornel Filipowicz (2011).

#### Spotkania i przeglądy filmowe
Sergio Caballero (2011).

### Imprezy towarzyszące
Co roku odbywają się również imprezy towarzyszące, np. podczas XVII i XVIII edycji zorganizowano Dni Nowych Mediów, podczas których w Katowicach gościli kolejno Derrick de Kerckhove i Kevin Warwick, czy podczas XXII edycji zorganizowano cykl wydarzeń literackich Zderzenia Literackie.

## Promocja Województwa Śląskiego
Instytut Kultury Ars Cameralis Silesiae Superioris był organizatorem Dni Kultury Województwa Śląskiego w Nadrenii Północnej-Westfalii, odbywających się w latach 2002–2003. W ramach tego wydarzenia w wystąpił zespół „Camerata Silesia” wraz z niemiecką wokalistką Barbarą Schlick, odbyły się liczne koncerty muzyki poważnej, jazzowej, pokazy filmów, wystawy fotografii i grafiki, akcje happeningowe (wydarzenia te odbywały się w Düsseldorfie, Akwizgranie i Kolonii). Analogiczna impreza (której organizatorem również był Ars Cameralis), Dni Kultury Nadrenii Północnej-Westfalii odbyła się w 2004 roku na terenie Województwa Śląskiego. Ars Cameralis uczestniczyło również w promocji województwa podczas Expo 2000 w Hanowerze (organizacja koncertów Górniczej Orkiestry Dętej KWK Kleofas, Zespołu Sygnalistów Myśliwskich, „AUKSO” i innych, spektakli teatru „Cogitatur”, Teatru Rytmu, gliwickiego Teatru Muzycznego, teatru „EPTY”, prezentacji prac studentów ASP w Katowicach, warsztatów rysunkowych Studia Filmów Rysunkowych z Bielska-Białej i innych wydarzeń) oraz Expo 2008 w Saragossie (organizacja koncertu „AUKSO” i „Camerata Silesia”).

## Działalność wydawnicza

### Poezja
- Havel Václav – Antikódy / (przeł. Krzysztof Dackiewicz-Skowroński, Zofia Tarajło), 1995
- Martwe punkty. Antologia poezji Na dziko (1994-2003) / (wybrał i oprac. Dariusz Pawelec), 2004.
- Mengham Rod – Rokowania i potyczki / (przeł. Tadeusz Pióro i Adam Zdrodowski), 2007.
- Padgett Ron – Nigdy nie wiadomo: wiersze / (wybrał i przeł. Jacek Gutorow), 2008.
- Šalamun Tomaž – Czytać: kochać – wybór wierszy / (przeł. Katarina Šalamun-Biedrzycka), 2002.
- Šalamun Tomaž – Poker / (przeł. Katarina Šalamun-Biedrzycka), 2002.
- Šulej Peter – Wiersze / (wybrał i przeł. Marcin Babko), 2003.

### Katalogi wystaw
- Anderle Jiří – Patrząc za siebie i przed siebie, BWA w Katowicach, 2002.
- Ballen Roger – Smutek śmierci = The sorrow of death, BWA w Katowicach, 2008.
- Broll Urszula – Malarstwo. Prace na papierze, GCK, 1994.
- Eidrigevičius Stasys – Miniatury 1975-1985, Muzeum Śląskie, 1994.
- Kantor Tadeusz – Fantomy realności, CSP w Katowicach, 1994.
- La presenza assente / corpo spazio immaginazione, Palazzo Bagatti – Valsecchi w Milano, 1998.
- Out of Print: grafika brytyjska 1946-1976, Muzeum Sztuki w Łodzi, 1999.
- Rykała Jacek – Spuren der Erinnerung-Bilder, Objekte, Collagen, Stadtmuseum Düsseldorf, 2003.
- Sztwiertnia Grzegorz – Farbenlehre, „Kronika” w Bytomiu, 2002.
- Tobis Andrzej – Kobieta biegnie i wstydzi się, że biegnie, Muzeum Śląskie, 2002.

### Inne
- Alechinsky, Pierre, Peter i Pierre: Pierre Alechinsky i Peter Bramsen – czterdzieści lat przyjaźni artystycznej / (przeł. Krzysztof Jarosz), 2007.
- Foks Darek, Libera Zbigniew – Ce que fait l’estafette (przeł. Erik Veaux), 2006.
- Foks Darek, Libera Zbigniew – Co robi łączniczka, 2005.
- Foks Darek, Libera Zbigniew – Was macht die Meldegängerin (przeł. Olaf Kühl), 2008.
- Kucharczyk Wojciech – Na sam koniec = For the End: mik.book.!. – dowody rzeczowe, 2008.
- La Boétie Étienne, de – Rozprawa o dobrowolnej niewoli (przeł. Krzysztof Matuszewski), 2008.
- Rumiak Sławomir – Książka miłosna, 2010.
- Tobis Andrzej – Bildwörterbuch Deutsch und Polnisch mit 53 Farbtafeln, 2007. (pudełko z fotografiami)
- Urbanowicz Andrzej – Kolekcje. Obiekty i subiekty z lat ostatnich, GCK, 2006. (pudełko z fotografiami)
- Wyrzykowski Krzysztof, Zajączkowski Sławomir, Korfanty, 2010. (komiks)
- Obara Maciej – Four, 2010. (CD)
- The Complainer & The Complainers – Power joy happiness fame, 2010. (LP 12”)